# Gliese 581
Gliese 581 (phát âm /ˈɡliːzə/) là một sao lùn đỏ với quang phổ M3V, nằm cách Trái Đất 20,3 năm ánh sáng trong chòm sao Thiên Bình. Gliese 581 có kích thước lớn gấp đôi Sao Mộc - hành tinh lớn nhất hệ Mặt Trời. Các nhà thiên văn ước lượng khối lượng của nó vào khoảng một phần ba khối lượng Mặt Trời, và là hệ sao được biết đến gần Mặt Trời thứ 101. Gliese 581 là một trong những ngôi sao lùn loại M lâu đời nhất, có hoạt động sao ít nhất được biết đến. Những quan sát và đo đạc cho thấy ngôi sao này có ít nhất sáu hành tinh quay quanh nó (theo thứ tự từ ngôi sao) là: Gliese 581 e, b, c, g, d và f. Đặc biệt, hành tinh g được cho là nằm gần giữa vùng ở được quanh sao.

## Đặc điểm

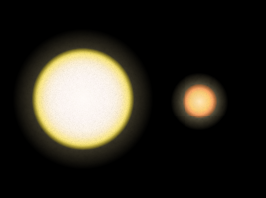
So sánh kích thước của Mặt Trời (trái) và Gliese 581 (phải).

Cái tên Gliese 581 đề cập đến số danh mục từ cuộc khảo sát năm 1957 Catalogue Gliese của nhà thiên văn học người Đức Wilhelm Gliese về 965 ngôi sao nằm trong bán kính 20 parsec tính từ Trái Đất. Các tên gọi khác cho ngôi sao này là BD-07° 4003 (Catalogue BD, ấn phẩm đầu tiên được biết đến) và HO Librae (định danh sao biến quang). Nó không có một tên gọi riêng lẻ như Sirius hay Procyon. Đây là một sao lùn đỏ với quang phổ M3V, cách Trái Đất 20,3 năm ánh sáng. Nó nằm cách sao Beta Librae khoảng 2 độ bắc, ngôi sao sáng nhất trong chòm sao Thiên Bình. Người ta ước lượng khối lượng của nó xấp xỉ gần bằng một phần ba khối lượng của Mặt Trời, và là hệ sao gần thứ 101 được biết đến (bao gồm cả các sao lùn nâu) với Mặt Trời.
Với một sao lùn loại M như Gliese 581 có khối lượng thấp hơn nhiều so với Mặt Trời, khiến cho vùng lõi của ngôi sao thực hiện phản ứng tổng hợp hạt nhân với tốc độ rất thấp. Từ khoảng cách và cấp sao biểu kiến, các nhà thiên văn học đã ước tính nhiệt độ hiệu dụng của nó vào khoảng 3.200 K và có độ sáng bằng 0,2% độ sáng Mặt Trời. Tuy vậy, sao lùn đỏ Gliese 581 phát ra chủ yếu là các bức xạ hồng ngoại gần, phát ra cực đại tại bước sóng gần 830 nano mét (sử dụng định luật dịch chuyển Wien, với giả sử ngôi sao là một vật đen lý tưởng), nên đây có thể là một đánh giá tương đối thấp về độ sáng toàn phần của ngôi sao. (Để so sánh, Mặt Trời phát ra cực đại gần bước sóng 530 nano mét, ở giữa của phần khả kiến trong quang phổ). Khi tính đến toàn bộ phổ bức xạ (không chỉ là phần con người có thể nhìn thấy), đôi khi được gọi là hiệu chỉnh nhiệt bức xạ (bolometric correction), thì ngôi sao có độ sáng nhiệt bức xạ bằng 1,3% độ sáng toàn phần của Mặt Trời. Từ đó một hành tinh sẽ phải nằm gần ngôi sao hơn để có thể nhận được lượng năng lượng như Trái Đất nhận được từ Mặt Trời. Vùng không gian xung quanh ngôi sao nơi hành tinh có thể nhận được một lượng năng lượng như thế thỉnh thoảng được gọi là "Vùng Goldilocks", hay thông dụng hơn là vùng ở được. Sự xác định vùng này không cố định và tùy thuộc vào tính chất của từng hệ hành tinh cũng như ngôi sao chính. Gliese 581 dường như có khối lượng khá lớn để trở thành sao lóe sáng (flare star) nên khó có thể thích hợp cho sự sống. Sao Gliese 581 phát ra tia X.

## Hệ hành tinh
Có nhiều ngoại hành tinh được tìm thấy quay quanh sao Gliese 581. Gliese 581 b, có kích thước gần bằng Sao Hải Vương, được tìm thấy lần đầu tiên vào tháng 8 năm 2005 và là hành tinh thứ năm được phát hiện quay quanh một sao lùn đỏ. Hành tinh bên trong này có khối lượng ít nhất bằng 16 lần khối lượng của Trái Đất (gần giống với khối lượng của Sao Hải Vương) và hoàn thành một vòng quỹ đạo quanh Gliese 581 chỉ mất có 5,4 ngày.

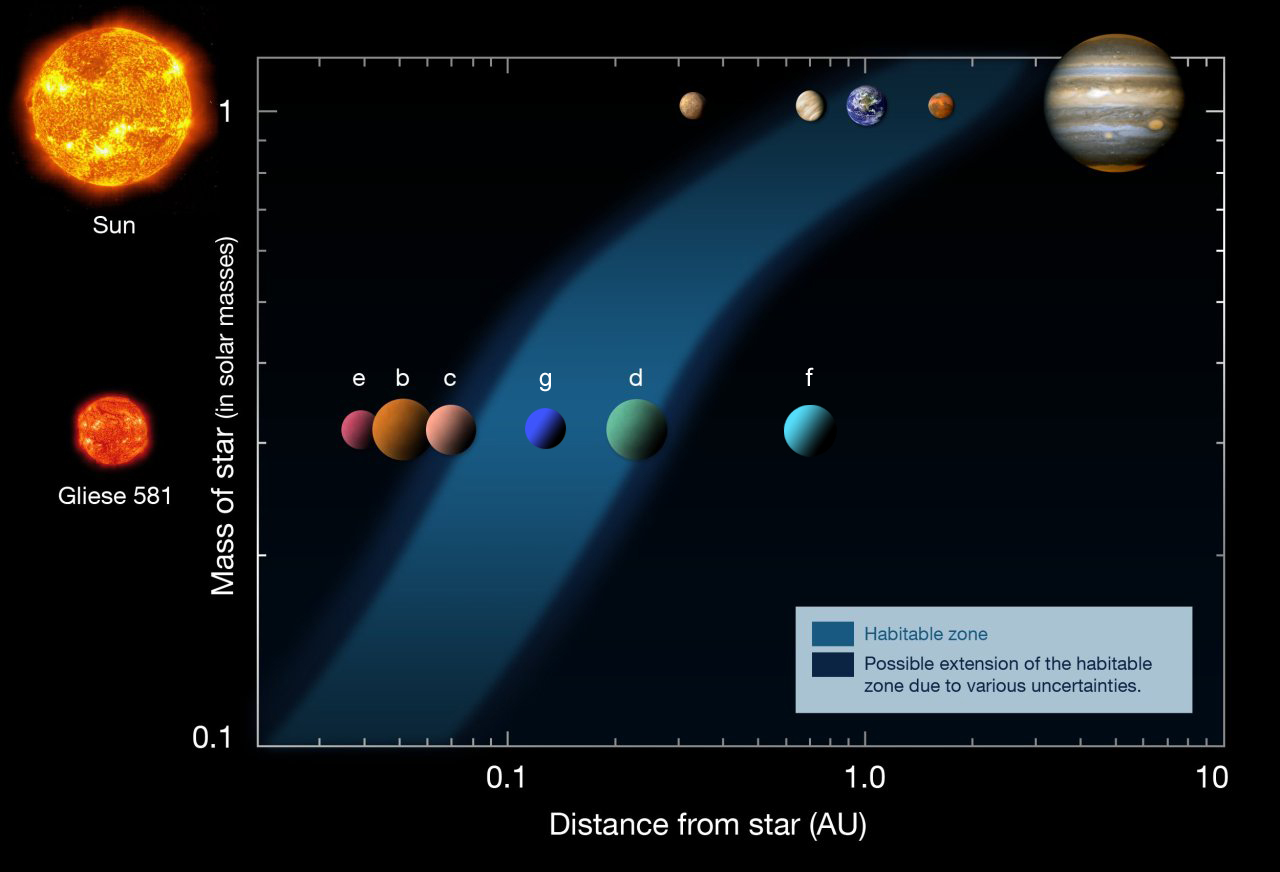
Hình vẽ vùng ở được đối với sao Gliese 581 so với vùng ở được của Hệ Mặt Trời.

Hành tinh Gliese 581 c, được phát hiện vào tháng 4 năm 2007. Trong bài báo đăng năm 2007, Udry cùng các cộng sự giả sử rằng nếu Gliese 581 c có một hành tinh đồng hành kiểu Trái Đất, nó sẽ có bán kính bằng 1,5R⊕, và sẽ là "hành tinh giống Trái Đất nhất" được biết đến.
Không thể thực hiện đo đạc trực tiếp về bán kính của hành tinh khi quan sát từ Trái Đất, do hành tinh không đi ngang qua ngôi sao mẹ của nó. Với khối lượng tối thiểu xấp xỉ 5 lần khối lượng Trái Đất - hay bằng một phần ba của Sao Hải Vương - quỹ đạo của Gliese 581 c nằm ngay bên trong vùng ở được của sao chính. Nhiệt độ bề mặt vật đen trung bình đã ước lượng nằm trong khoảng -3 °C (đối với suất phản chiếu quang học giống với Sao Kim) và 40 °C (đối với suất phản chiếu quang học giống với Trái Đất), tuy thế, nhiệt độ trung bình có thể cao hơn (khoảng 500 độ Celsius) do hiệu ứng hậu khí nhà kính giống như của Sao Kim. Một số nhà thiên văn tin rằng hệ này có thể đang trải qua quá trình di trú hành tinh (planetary migration) và Gliese 581 c có thể được hình thành bên ngoài đường băng (frost line), khiến nó có các thành phần tương tự như các thiên thể băng (như vệ tinh băng Ganymede của Sao Mộc). Gliese 581 c có chu kỳ quỹ đạo dưới 13 ngày Trái Đất.
Các quan sát ngôi sao cũng hé lộ ra hành tinh thứ ba, gọi là Gliese 581 d, với khối lượng gần 7 lần khối lượng của Trái Đất, hay bằng một nửa của Sao Thiên Vương, có chu kỳ quỹ đạo bằng 66,8 ngày Trái Đất. Quỹ đạo của nó nằm ngày bên ngoài giới hạn vùng ở được của ngôi sao, và nó được xếp vào hành tinh có khả năng cho sự sống tồn tại. (Các nhà thiên văn tái phân tích dữ liệu vận tốc xuyên tâm và thu được giá trị khối lượng của hành tinh trong khoảng từ 5,6 đến 7,1 lần khối lượng Trái Đất M⊕.)

### Hệ hành tinh (2009)

Hệ 4 hành tinh cho đến năm 2009 với các hành tinh c và d có quỹ đạo elip

Ngày 21 tháng 4 năm 2009, các nhà thiên văn thông báo đã phát hiện ra hành tinh thứ 4 là Gliese 581 e. Hành tinh này có khối lượng ước lượng tối thiểu là 1,9 M⊕, và hiện tại là hành tinh ngoại hệ có khối lượng nhỏ nhất được phát hiện quay xung quanh một "ngôi sao thông thường" (tức là ngoại trừ các pulsar). Chu kỳ quỹ đạo của nó là 3,15 ngày Trái Đất.
Các mô phỏng động lực học của hệ sao Gliese 581 giả sử rằng quỹ đạo của hai hành tinh b và d là đồng phẳng sẽ cho hệ hành tinh bất ổn định nếu khối lượng của các hành tinh đo được lớn gấp 1,6 đến 2 lần khối lượng tối thiểu của chúng. Giới hạn trên về khối lượng của các hành tinh thu được từ các mô phỏng là 3,1; 30,4; 10,4; và 13,8 lần khối lượng của Trái Đất tương ứng cho các hành tinh e, b, c, và d.

### Hệ hành tinh (2010)

Hệ hành tinh năm 2010 với các quỹ đạo tròn (không vẽ hành tinh f ở đây)

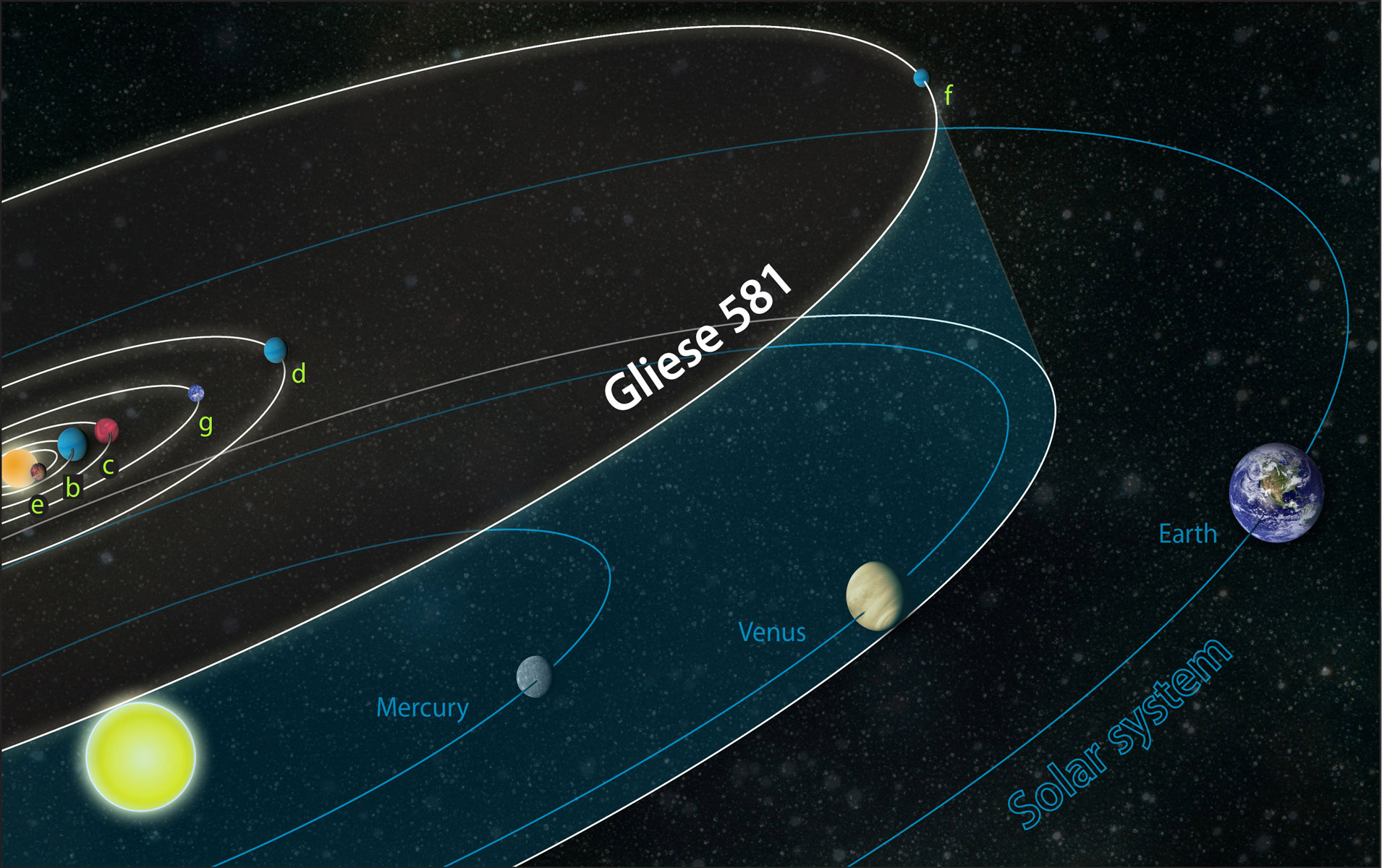
Hình ảnh của Quỹ Khoa học Quốc gia (NSF) so sánh hệ Mặt Trời (dưới) của chúng ta với hệ Gliese 581 (trên), hành tinh f nằm ngay bên ngoài quỹ đạo của Sao Kim

Ngày 29 tháng 9 năm 2010, các nhà thiên văn ở Đài quan sát Keck thông báo họ đã phát hiện ra hai hành tinh Gliese 581 f và Gliese 581 g, cả hai có quỹ đạo gần như hình tròn. Sự phát hiện ra dựa trên sự phân tích tổng hợp các dữ liệu từ các thiết bị HIRES và HARPS. Theo Nicknamed Zarmina, một trong những nhà thiên văn khám phá ra hai hành tinh này, Gliese 581 g có khối lượng từ 3 đến 4 lần khối lượng của Trái Đất, với chu kỳ 37 ngày Trái Đất, và khoảng cách của nó đến ngôi sao Gliese 581 cho thấy nó nằm trong vùng ở được của sao này. Người ta tiên đoán là hành tinh này bị khóa thủy triều, tức là một phía của hành tinh luôn hướng về phía ngôi sao.>
Tỉ số xấp xỉ giữa chu kỳ của hai hành tinh kề cận nhau là (tính từ trong ra ngoài): 3:5, 2:5, 1:3, 1:2, 2:13.
Các tham số được liệt kê bên dưới thu được từ giả sử quỹ đạo các hành tinh có độ lệch tâm bằng 0. Việc thay đổi độ lệch tâm không làm tăng độ chính xác lên nhiều.
Theo như thuyết trình của F. Pepe tại Hội thảo chuyên đề thứ 276 của IAU, hành tinh g chưa hoàn toàn được xác định từ những phân tích mới từ các dữ liệu thu được từ bản đồ phổ của thiết bị HARPS, và cả hai hành tinh f và g được cho vào danh sách các hành tinh chưa được xác nhận tại Extrasolar Planets Encyclopaedia.
| Thiên thể đồng hành (thứ tự từ ngôi sao ra) | Khối lượng        | Bán trục lớn (AU) | Chu kỳ quỹ đạo (ngày) | Độ lệch tâm       | Độ nghiêng | Bán kính |
| ------------------------------------------- | ----------------- | ----------------- | --------------------- | ----------------- | ---------- | -------- |
| e                                           | ≥1.7 ± 0.2 M🜨     | 0.02815 ± 0.00006 | 3.1490 ± 0.0002       | 0.00-0.06         | —          | —        |
| b                                           | ≥15.8 ± 0.3 M🜨    | 0.04061 ± 0.00003 | 5.3686 ± 0.0001       | 0.00-0.03         | —          | —        |
| c                                           | ≥5.5 ± 0.3 M🜨     | 0.0721 ± 0.0003   | 12.914 ± 0.002        | 0.00-0.06         | —          | —        |
| g (chưa xác nhận)                           | ≥2.2 M🜨           | 0.13              | 32                    | 0.00              | —          | —        |
| d (chưa xác nhận)                           | 6.98 ± 0.3 M🜨     | 0.21847 ± 0.00028 | 66.87 ± 0.13          | 0.00-0.25         | —          | —        |
| Đĩa mảnh vụn                                | 25 ± 12 AU–>60 AU | 25 ± 12 AU–>60 AU | 25 ± 12 AU–>60 AU     | 25 ± 12 AU–>60 AU | 30° – 70°  | —        |

## Tín hiệu radio gửi đi từ Trái Đất

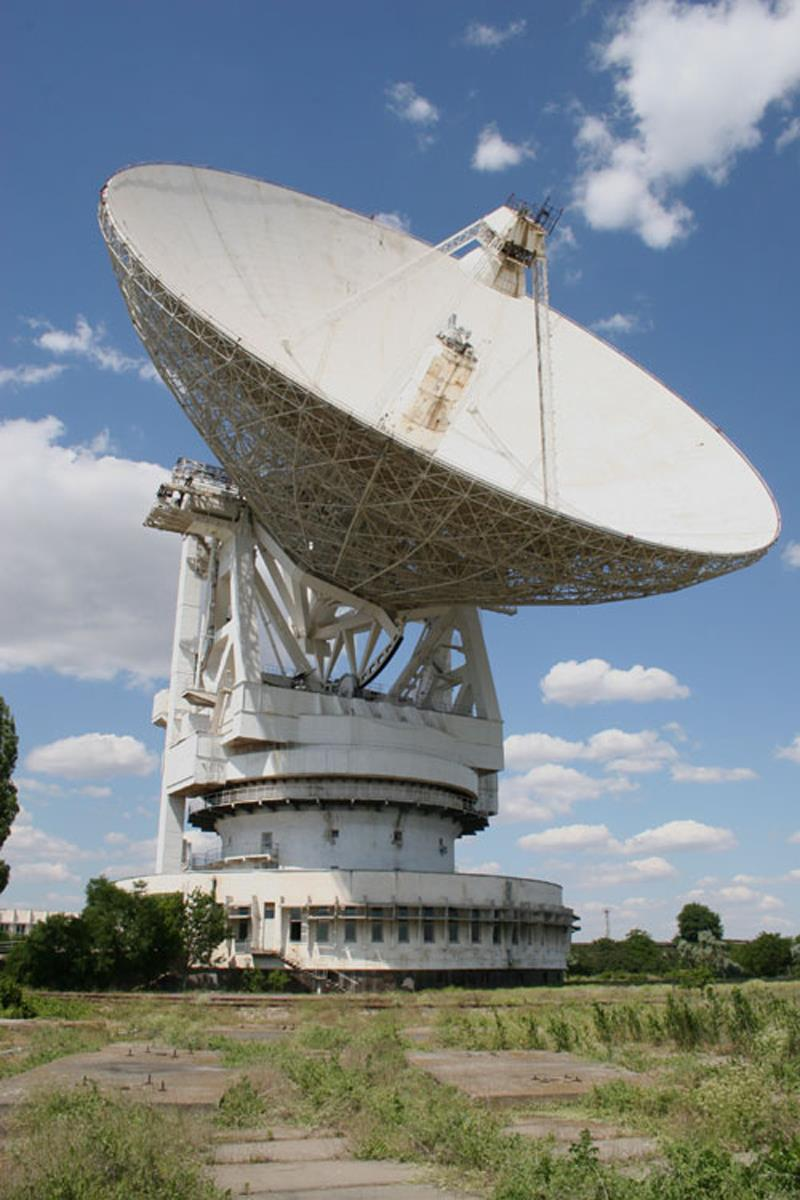
Kính thiên văn RT-70 ở Yevpatoria trước ngày gửi thông điệp.

A Message From Earth (AMFE), là một tín hiệu radio kĩ thuật số năng lượng cao được gửi đi vào ngày 9 tháng 10 năm 2008 đến thẳng hành tinh Gliese 581 c, một hành tinh đá ngoại hệ quay quanh sao lùn đỏ Gliese 581. Tín hiệu này là một túi thời gian (time capsule) kĩ thuật số chứa 501 thông điệp được lựa chọn qua một cuộc thi trên một mạng xã hội, trang Bebo. Thông điệp này được gửi đi từ kính thiên văn vô tuyến RT-70 của Trung tâm Không gian Quốc gia Ukraina. Tín hiệu này sẽ đến được hành tinh kiểu Trái Đất Gliese 581 c vào đầu năm 2029. Tính đến ngày 14/9/2011, tín hiệu này đã đi được 27,732 trong tổng số 192 triệu triệu kilômét của quãng đường cần đi tới đích.